# Jingle Bell Rock
Jingle Bell Rock är en amerikansk julsång. Sången släpptes först av Bobby Helms 1957. Låten finns även utgiven av Chubby Checker och Bobby Rydell 1961. Sångtexten refererar till julsången Jingle Bells (Bjällerklang) och den vanliga sången Rock Around the Clock. Låten är även med som soundtrack till filmen " Dödligt vapen".

## I populärkultur
- Sången kunde 1992 höras i filmen Ensam hemma 2 - vilse i New York.[1]

### Fotnoter
1. ↑  Original Soundtrack, Home Alone 2: Lost in New York Läst 16 september 2011.